# Dobri Will Hunting
Dobri Will Hunting (angleško Good Will Hunting) je ameriški dramski film iz leta 1997, ki ga je režiral Gus Van Sant, v glavnih vlogah pa nastopajo Robin Williams, Matt Damon, Ben Affleck, Minnie Driver in Stellan Skarsgård. Scenarij sta napisala Affleck in Damon ter sledi 20-letnemu hišniku iz južnega Bostona in neodkritem geniju Willu Huntingu (Damon), ki mora po dogovoru s sodiščem zaradi napada na policista obiskovati terapije in študirati napredno matematiko pri uglednem profesorju. Preko terapij z dr. Seanom Maguireom (Williams) začne drugače gledati na svoj odnos do najboljšega prijatelja Chuckieja (Affleck), dekleta Skylar (Driver) in samega sebe. Začne se tudi soočati s svojo preteklostjo in začenja razmišljati o prihodnosti.
Film je bil premierno prikazan 2. decembra 1997 in se je izkazal tako za finančno uspešnega z več kot 225 milijona USD prihodkov ob 10-milijonskem proračunu, kot tudi dobro ocenjenega s strani kritikov. Na 70. podelitvi je bil nominiran za oskarja v devetih kategorijah, tudi za najboljši film in režijo, osvojil pa nagradi za najboljšega stranskega igralca (Williams) in najboljši izvirni scenarij. Za slednje je prejel tudi zlati globus, nominiran pa je bil še tri nagrade, tudi za najboljši dramski film.

## Vloge
- Matt Damon kot Will Hunting
- Robin Williams kot dr. Sean Maguire
- Ben Affleck kot Chuckie Sullivan
- Stellan Skarsgård kot profesor Gerald Lambeau
- Minnie Driver kot Skylar
- Casey Affleck kot Morgan O'Mally
- Cole Hauser kot Billy McBride
- John Mighton kot Tom
- Scott William Winters kot Clark
- Jimmy Flynn kot sodnik George H. Malone
- Christopher Britton kot izvršitelj
- Alison Folland kot študent MIT
- George Plimpton kot Henry Lipkin